# Sean Lavan
Sean Lavan, właśc. John Thomas Lavan (ur. 22 września lub 21 grudnia 1898 w Kiltimagh, zm. 5 sierpnia 1973 w Dublinie) – irlandzki lekkoatleta, dwukrotny olimpijczyk.

## Życiorys
Urodził się jako najstarszy z czworga dzieci posiadacza ziemskiego Michaela i Bridget (z domu O'Brien). Po zdobyciu stypendium królewskiego w De La Salle College w Waterford został nauczycielem w Cloongullane National School niedaleko Swinford (1919). W 1929 roku ukończył studia medyczne na University College Dublin. Wyjechał na studia podyplomowe do Stanów Zjednoczonych, po czym powrócił w 1931 roku do Irlandii. W latach 1931–1972 pracował w szpitalu dziecięcym St. Temple w Dublinie. Poza tym prowadził praktykę lekarską w Terenure, wykładał anatomię na University College Dublin i był lekarzem w Garda Síochána. Członek sztabu medycznego Irlandii podczas Letnich Igrzysk Olimpijskich 1956. 
Sport zaczął uprawiać w De La Salle College. Trenował m.in. boks, piłkę nożną, piłkę ręczną i rugby, a w latach 1918–1924 grał w futbol gaelicki (dwukrotny mistrz prowincji Connacht). Po kontuzji nadgarstka zajął się lekkoatletyką. Dwukrotny uczestnik igrzysk olimpijskich (IO 1924, IO 1928). Podczas obydwu edycji startował w biegach na 200 m i 400 m. W Paryżu dotarł do fazy ćwierćfinałowej na obu dystansach, natomiast w Amsterdamie powtórzył to osiągnięcie wyłącznie w biegu na 400 m (w Amsterdamie był kapitanem reprezentacji Irlandii). W latach 1923–1928, jako reprezentant University College Dublin, zdobył 15 seniorskich tytułów mistrza Irlandii w biegach na 100, 200 i 440 jardów, a także w wyścigach na 120, 220 i 440 jardów przez płotki. Wielokrotny mistrz zawodów międzyuczelnianych w futbolu gaelickim, lekkoatletyce, rugby i piłce nożnej.
W Anglii poślubił lekarkę Constance, z którą miał syna i dwie córki. Wszyscy zostali lekarzami.
Rekordy życiowe: bieg na 200 m – 22,3 (1923), bieg na 400 m – 49,2 (1928).